# 丁南僑
丁南僑博士，香港數學家，曾任香港大學數學系副教授，是獨立出版社進一步多媒體末代社長。

## 生平
現居台灣，曾在台灣出版繪本《小燭光》描述香港維園32年來六四悼念晚會的發展，以及前支聯會副主席鄒幸彤的經歷，以悼念維園六四燭光晚會的停辦。
2007年，丁南僑任香港大學理學院副院長，他亦曾任香港大學教學品質委員會及共同核心課程委員會成員。丁南僑曾於香港民間教育機構民院教育中心（前稱香港民間學院）授課，丁認爲民間學院能夠推動民間知識，傳統學院無法發揮讓學生純粹追尋知識的初衷，而民間力量可以補充。